# Albibarbefferia incognita
Albibarbefferia incognita là một loài ruồi trong họ Asilidae. Albibarbefferia incognita được Forbes miêu tả năm 1987.